# Eugène Rensen
Eugène Rensen (11 januari 1931 – 1 juli 1987) was een Nederlands voetballer die als verdediger speelde.
Rensen begon bij PSV in de jeugd en brak onder trainer Ljubiša Broćić door in het eerste team. Vanaf 1959 kwam hij bij de tweede selectie terecht waarna hij in het seizoen 1961/62 samen met Willy de Hond naar N.E.C. ging. Na dat seizoen keerde hij als amateur terug bij PSV.